# Медведев, Сергей Васильевич (футболист)
Серге́й Васи́льевич Медве́дев (род. 18 июня 1956, Махачкала, Дагестанская АССР, СССР) — советский и российский футболист, полузащитник и нападающий.

## Карьера
Воспитанник махачкалинского футбола. В 1975—1976 годах защищал цвета местного «Динамо». В 1977 году перешёл в ростовский СКА, в составе которого стал серебряным призёром Первой лиги. В 1979 году вернулся в «Динамо». За 13 сезонов в махачкалинском клубе во всех соревнованиях провёл 376 матчей, забил 75 мячей. Завершил карьеру в 1994 году в «Арго».

## Достижения
- Серебряный призёр Первой лиги: 1978
- Победитель 3-й зоны Второй лиги: 1975
- Бронзовый призёр 4-й зоны Второй лиги: 1976